# Ovamboland

Cờ Ovamboland

Ovamboland (hay Owamboland) là một vùng của Namibia. Nó thường được định nghĩa là khu vực cực bắc của đất nước nằm trên biên giới giữa Namibia và Angola. Ovamboland là vùng có mật độ dân số cao nhất Namibia.
Thuật ngữ này ban đầu được đề cập đến các phần của miền bắc Namibia có dân tộc Ovambo sinh sống, cụ thể là khu vực được kiểm soát bởi các vương quốc Ovambo truyền thống trong thời kỳ thuộc địa trước và thuộc địa sớm, như Ondonga, Ongandjera và Oukwanyama.